# Canon RF 5.2mm f/2.8L Dual Fisheye
El Canon RF 5.2mm f/2.8L dual fisheye és un objectiu fix, ull de peix i dual amb muntura Canon RF.
Aquest, va ser anunciat per Canon l'octubre de 2021, amb un preu de venda suggerit de 1.999$.
Actualment, és l'únic i primer objectiu de Canon desenvolupat per a crear contingut de realitat virtual.
Per poder editar i transformar les imatges enregistrades amb aquest objectiu és necessari el software Canon VR. I per poder visualitzar-les en realitat virtual és necessari unes ulleres de realitat virtual, les quals donaran una experiència immersiva.

## Característiques
Les seves característiques més destacades són:
- Distància focal: 5.2mm
- Obertura: f/2.8 - 16
- Enfocament manual
- Distància mínima d'enfocament: 20cm

## Construcció[3]
- Aquest objectiu esta format per dues lents ull de peix, separades per 60mm i amb un camp de visió de 190 graus.[4]
- Integrat a la part posterior hi ha un suport per a filtres de gelatina.
- El diafragma consta de 7 fulles, i les 12 lents de l'objectiu estan distribuïdes en 10 grups.
- Consta de dues lents d'ultra baixa dispersió, un revestiment SWC, el qual suprimeix les llums paràsit i el vel òptic i una lent frontal de fluorita (per resistir la brutícia i taques).

## Accessoris compatibles[5]
- Tapa 5,2
- Parasol EW-65C
- Filtres de gelatina
- Tapa posterior RF de
- Funda LS1014